# Eva's ongelijke kinderen
De ongelijke kinderen van Eva of Eva's ongelijke kinderen  is een sprookje uit Kinder- und Hausmärchen met volgnummer KHM180, opgetekend door de gebroeders Grimm. De oorspronkelijke naam is Die ungleichen Kinder Evas.

## Het verhaal
Nadat Adam en Eva uit het paradijs verdreven waren, moesten ze hun huis bouwen op onvruchtbare grond. Adam spit het land om en Eva spint wol. Elk jaar brengt Eva een kind op de wereld, maar ze zijn niet gelijk. Na een tijd stuurt God een engel en deze vertelt dat God het huis wil inspecteren. Eva versiert het huis met bloemen en strooit biezen over de vloer. Ze doet de mooie kinderen in bad en kamt hun haar, ze krijgen pasgewassen hemden en horen van Eva dat ze zich moeten gedragen voor God. De lelijke kinderen verstopt Eva onder het hooi; onder het dak, in het stro, in de haard, in de kelder, onder een ton, in een wijnvat, onder haar bontjas en de negende en tiende onder het stof waar ze kleren van maakt en de elfde en twaalfde onder het leer voor de schoenen.
Als de Heer langskomt, staan de mooie kinderen op een rij en geven hem een hand. Ze knielen en God zegent hen; één wordt een machtige koning, de tweede een prins, de derde graaf, de vierde ridder, de vijfde edelman, de zesde burger, de zevende koopman, de achtste geleerde en ieder kreeg zijn zegen. Eva haalt dan de lelijke kinderen tevoorschijn, ze zijn vuil. De Heer glimlacht en bekijkt ze. De eerste wordt boer, de tweede visser, de derde smid, de vierde leerlooier, de zesde schoenmaker, de zevende kleermaker, de achtste pottenbakker, de negende voerman, de tiende schipper, de elfde bode en de twaalfde huisknecht.
Eva is beledigd en zegt dat het allen haar kinderen zijn. Ze vraagt waarom de zegen zo ongelijk wordt verdeeld. God vertelt dat er niemand voor het voedsel zal zorgen als iedereen prins en heer wordt. Ieder moet in zijn eigen stand leven en de één onderhoudt de ander, zoals ledematen aan een lichaam groeien. Eva ziet haar vergissing in en de goddelijke wil geschied haar kinderen.

## Achtergronden bij het sprookje
- Het sprookje naar de gelijknamige klucht van Hans Sachs (1553) die het thema weer had overgenomen van een verhaal uit 1509.
- Het is verwant met een verhaal uit de Edda, waarin een god naar de aarde afdaalt om er het verschil in standen aan te brengen.